# Никулин, Леонид Геннадьевич
Леони́д Генна́дьевич Нику́лин (12 марта 1950, Киров — 8 января 2010, Киров) — российский политический и государственный деятель, исполняющий обязанности главы города Кирова, председатель Кировской городской думы (1997—2007), кандидат в члены Центрального комитета Коммунистической партии Российской Федерации, второй секретарь Кировского областного комитета КПРФ, первый секретарь Кировского городского комитета КПРФ.

## Биография

### Образование
В 1977 году окончил Кировский государственный педагогический институт им. В. И. Ленина.
В 1983 году окончил Кировский сельскохозяйственный институт.

### Трудовая деятельность
Работал слесарем-электриком, электромонтёром на станции Киров Горьковской железной дороги.
В 1972 году комсомольцы Кировского железнодорожного узла избрали Л. Г. Никулина секретарём комитета комсомола. В 1974 году он стал заведующим отдела Ленинского райкома ВЛКСМ г. Кирова, затем возглавил отдел Кировского горкома комсомола, стал первым секретарём Ленинского райкома комсомола г. Кирова, затем — секретарём, вторым секретарём Кировского обкома ВЛКСМ.
Партийная деятельность Никулина началась с должности инструктора, заместителя заведующего отделом Кировского обкома КПСС. 

В 1987—1991 гг. возглавлял Халтуринский райком КПСС. Избирался депутатом Халтуринского районного совета народных депутатов.
После 1991 года работал заместителем начальника отдела кадров, помощником начальника Кировского отделения Горьковской железной дороги.
В 1995, 1997, 2002 годах избирался депутатом Кировской городской думы.
Председатель Кировской городской думы второго (1997—2002) и третьего (2002—2007) созывов. С апреля 2006 года по 26 марта 2007 года исполнял обязанности главы города Кирова (новая редакция Устава города Кирова от 29 июня 2005 года предусматривает избрание главы города депутатами из своего состава, совмещение должностей главы города и председателя городской Думы).
После неизбрания депутатом Кировской городской Думы четвёртого созыва (по своему избирательному округу № 12 набрал 22,69 % голосов и занял второе место), стал заниматься исключительно общественно-политической деятельностью. Несмотря на болезнь, практически до последних дней был организатором и участником различных протестных мероприятий в городе Кирове.

### Политическая деятельность
Член Коммунистической партии Советского Союза с 1972 года, после 1991 года — член Коммунистической партии Российской Федерации.
Был избран первым секретарём Кировской городской организации, вторым секретарём Кировского областного комитета КПРФ.
На выборах депутатов Законодательного Собрания Кировской области 12 марта 2006 года, был выдвинут кандидатом под номером 6 в избирательном списке КПРФ. По итогам выборов получил депутатский мандат, однако отказался от него для продолжения работы председателем Кировской городской Думы.
Из-за значительной популярности Л. Г. Никулина среди жителей города, на выборах против него регулярно использовались различные «чёрные политтехнологии». В частности, выдвижение «кандидатов-двойников» (случайных людей-однофамильцев для «оттягивания» голосов от кандидата-лидера): на выборах 2002 года по избирательному округу № 6, среди 9 конкурентов было три однофамильца; на выборах 2007 года по избирательному округу № 12, среди 8 конкурентов было два однофамильца (каменщик и пенсионер).

### Смерть
Скончался 8 января 2010 года. Гражданская панихида прошла 12 января в Областном Доме народного творчества, зал которого был переполнен от огромного количества людей, пожелавших проститься. Похоронен на Макарьевском кладбище города Кирова.

## Политическая позиция
Был противником переименования города Кирова в Вятку и переименования улиц города. Активно боролся за сохранение имени города Кирова (против попыток переименования в Вятку).
Не поддерживал идею всенародного избрания главы города. Способствовал принятию устава города Кирова в редакции, предусматривающей выборы главы города из числа депутатов Кировской городской Думы и разделение должностей Главы города и главы администрации города.